# František Saleský Bauer
František Saleský kardinál Bauer, německy Franz Salentin von Sales Bauer, pokřtěn jako František Karel (26. ledna 1841 Hrachovec – 25. listopadu 1915 Olomouc), byl český katolický duchovní a teolog, 8. biskup brněnský (1882–1904) a 8. arcibiskup olomoucký (1904–1915).

## Kněz, kaplan, profesor, rektor
Ukončil gymnázium v Kroměříži a teologii v Olomouci, kde byl vysvěcen na kněze dne 19. července 1863. Byl jmenován kaplanem ve Vyškově, brzy se ale vrátil do Olomouce, kde působil od roku 1865 jako adjunkt a od roku 1867 jako mimořádný profesor biblistiky na teologické fakultě. V letech 1873–1882 přednášel novozákonní biblistiku na Teologické fakultě v Praze, v letech 1880–1882 byl rektorem pražského kněžského semináře.

## Biskup, arcibiskup, kardinál
Jako brněnský biskup proslul horlivým udělováním svátostí a stavebními podniky. Svátost biřmování udělil 365 tisícům biřmovanců. Posvětil 39 nových kostelů a 55 oltářů, také hlavní oltář v brněnské katedrále. Podílel se také na založení Kongregace Milosrdných sester III. řádu svatého Františka v roce 1886. Do Brna svolal dvakrát český katolický sjezd. Zasazoval se o jazykovou rovnoprávnost na Moravě. Zasloužil se o novogotickou přestavbu katedrály sv. Petra a Pavla v Brně, k níž nechal přistavět dvě nové věže. Na vlastní náklady vybudoval v biskupské rezidenci novogotickou domácí kapli sv. Kříže a blahoslavené Panny Marie (1887), která je spolu s katedrálou dominantou Petrova. Ze zdravotních důvodů podal rezignaci, ta ale nebyla přijata.

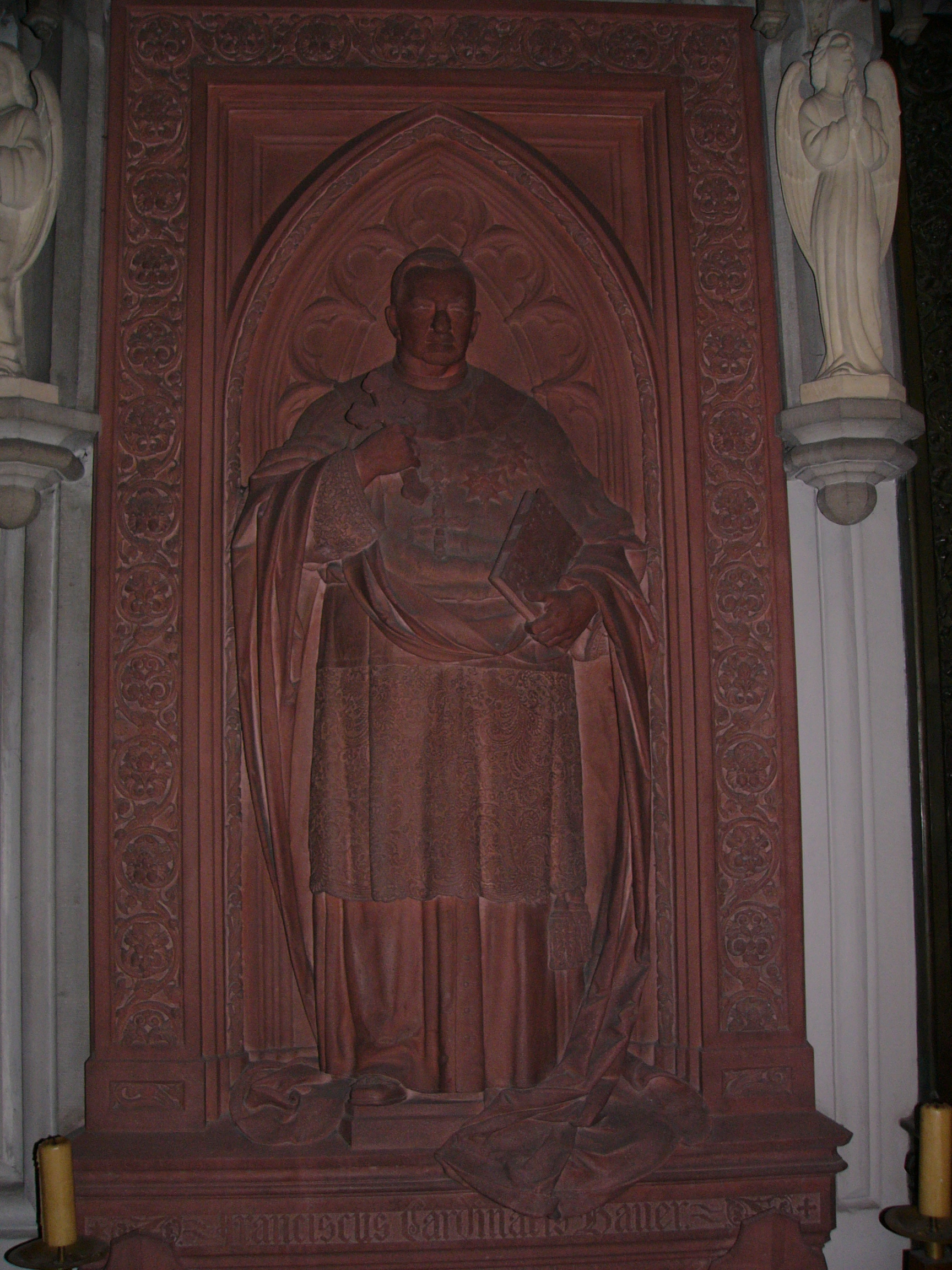
Náhrobek Františka Saleského Bauera v katedrále svatého Václava v Olomouci

Úřadu olomouckého arcibiskupa se ujal v těžké době po vynucené rezignaci arcibiskupa Theodora Kohna se záměrem uklidnit poměry. Na svého předchůdce navázal v tom, že pokračoval v jím zavedené praxi každoročních exercicií pro kněze. Stal se patronem a hostitelem prvních tří unionistických sjezdů na Velehradě v letech 1907, 1909 a 1911. Roku 1904 obdržel velkokříž Řádu Františka Josefa, později i velkokříž Leopoldova řádu. V roce 1909 vysvětil v duchu svého biskupského hesla v nově vybudovaném Zemském léčebném ústavu císaře Františka Josefa I. v Kroměříži ústavní kostel svatého Cyrila a Metoděje. V roce 1911 jej papež Pius X. jmenoval kardinálem s titulem svatého Jeronýma. Pro zhoršující se zdraví se nemohl zúčastnit konkláve v r. 1914 a v listopadu následujícího roku zemřel. Pohřben je v katedrále sv. Václava v Olomouci. Jeho biskupské heslo znělo „Chci kráčet ve stopách svatého Cyrila a Metoděje“.
V místě jeho rodiště, Hrachovci (místní část Valašského Meziříčí), je nedaleko mlýna, kde se narodil, umístěn jeho památník.

### Erby

Znak Františka S. Bauera jako brněnského biskupa

Jako biskupovi brněnskému mu byl udělen v roce 1887 znak čtvrcený, v prvním a čtvrtém modrém poli znak brněnské kapituly (zkřížený klíč a meč), ve druhém a třetím stříbrném modré mlýnské kolo; tento znak je také vytesán na Petrově. V Olomouci užíval dva znaky. Do jmenování kardinálem čtvrcený znak arcidiecéze ze středním polceným štítkem (heraldicky vpravo se svatým Václavem ze znaku olomoucké kapituly, heraldicky vlevo dělený znak užívaný v Brně). Od roku 1912 užíval znaku čtvrceného, v prvním a druhém poli se znakem arcidiecéze, v třetím a čtvrtém poli původní střední štítek.

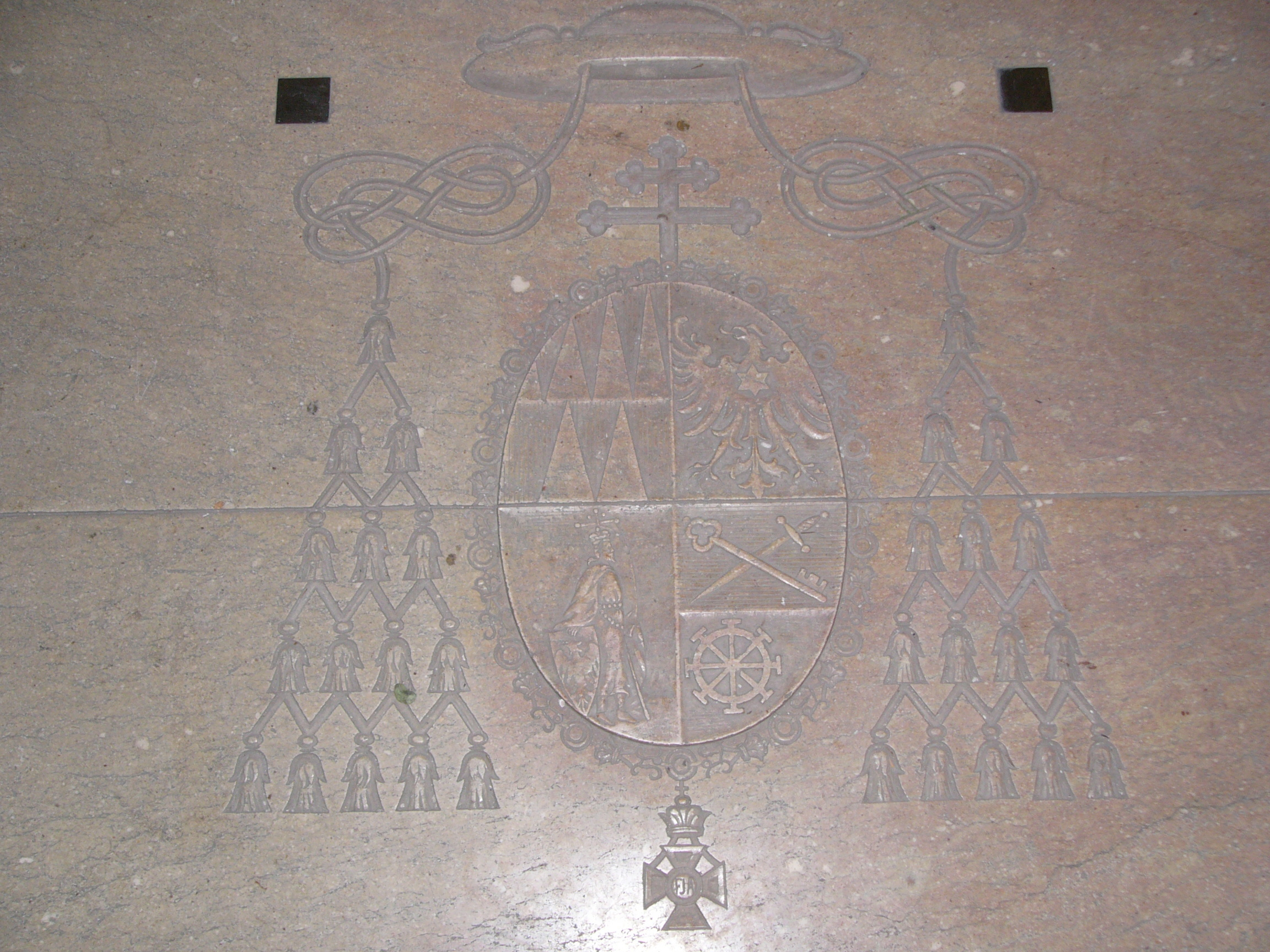
Znak Františka Saleského Bauera v katedrále svatého Václava v Olomouci